# Christoph Thomas Scheffler

Christoph Thomas Scheffler (Mainburg, 1699. december 12. – Augsburg, 1756. január 25.) német festő, a barokk és rokokó freskófestészet képviselője.

## Életpályája
Apja, Wolfgang Scheffler festőműhelyében tanult, majd 1719-1722 között Cosmas Damian Asam mellett segédkezett. 1722 szeptember 9-én laikus testvérként belépett a jezsuita rendbe. A rend számára számos oltárképet készített, illetve 1725-1727 között az ellwangeni jezsuita templom freskóit festette. A munkája alapján a mainzi püspök megbízta az ellwangeni kastélya egyes részeinek festésével. 1728 áprilisában elhagyta a rendet és Augsburgban telepedett meg.
Leginkább a freskófestészet területén dolgozott. Gyakori témája Szűz Mária, a mennyek királynője. Halála után sokáig feledésbe merült, majd 1939-ben Wilhelm Braun disszertációja nyomán fedezték fel ismét.

## Műveiből
- Ellwangen, püspöki kastély freskói (1725)
- Ingolstadt, jezsuita kollégium: Christoph Scheiner, Johann Baptist Cysat, Christophorus Clavius és Athanasius Kircher arcképei (1725)
- Ellwangen, jezsuita templom: mennyezeti freskók és oltárképek (1727)
- Dillingen an der Donau, Mária mennybemenetele-templom: freskók és oltárképek (1726–1728)
- Aulzhausen, plébániatemplom: freskók és oltárkép (1735-1739)
- Heusenstamm, plébániatemplom: freskók (1741)
- Trier, Sankt Paulin-templom: freskók (1743)
- Landsberg am Lech, jezsuita templom: freskók és mellékoltárok (1753–1754)

## Galéria

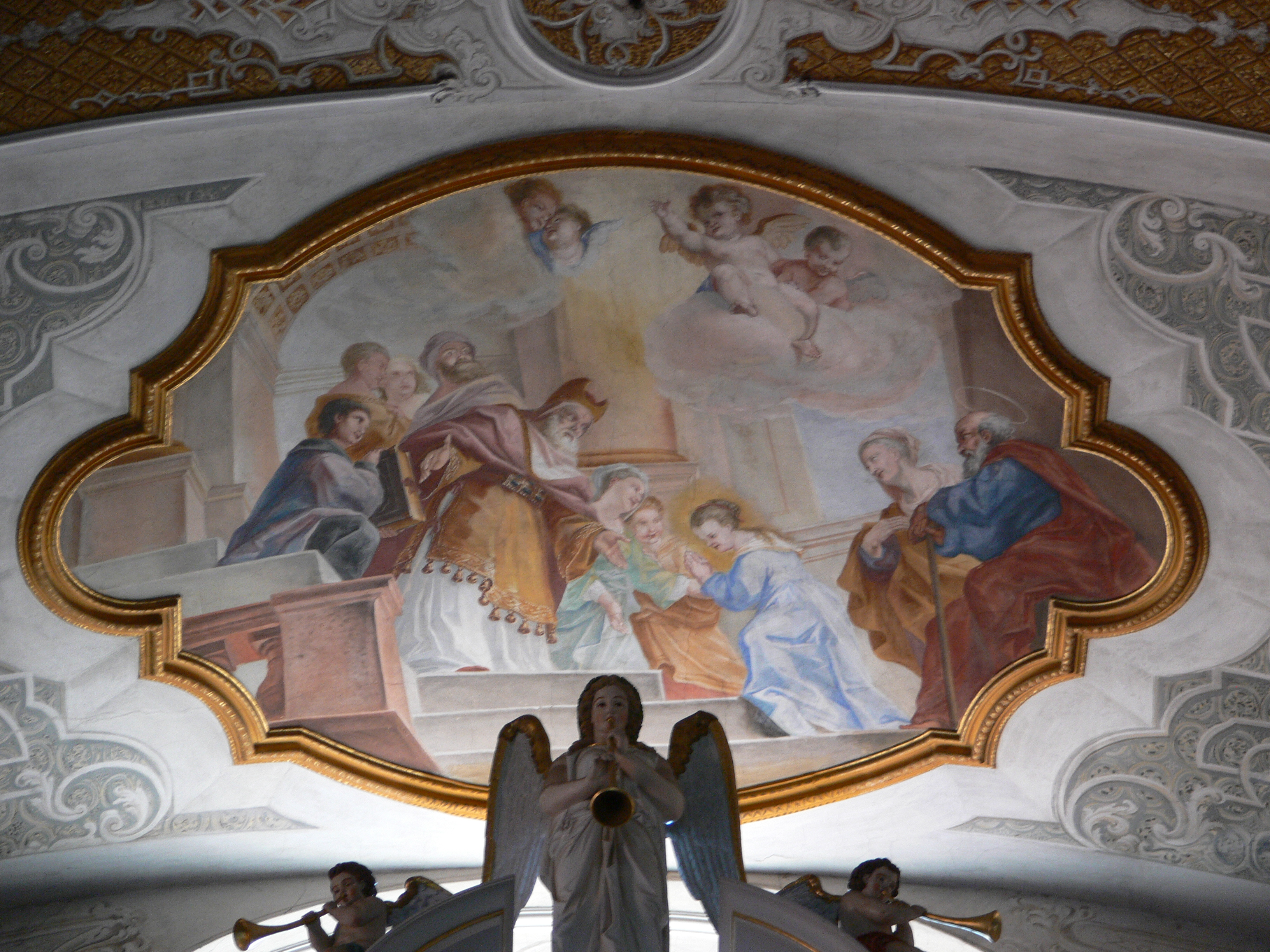
Ellwangen
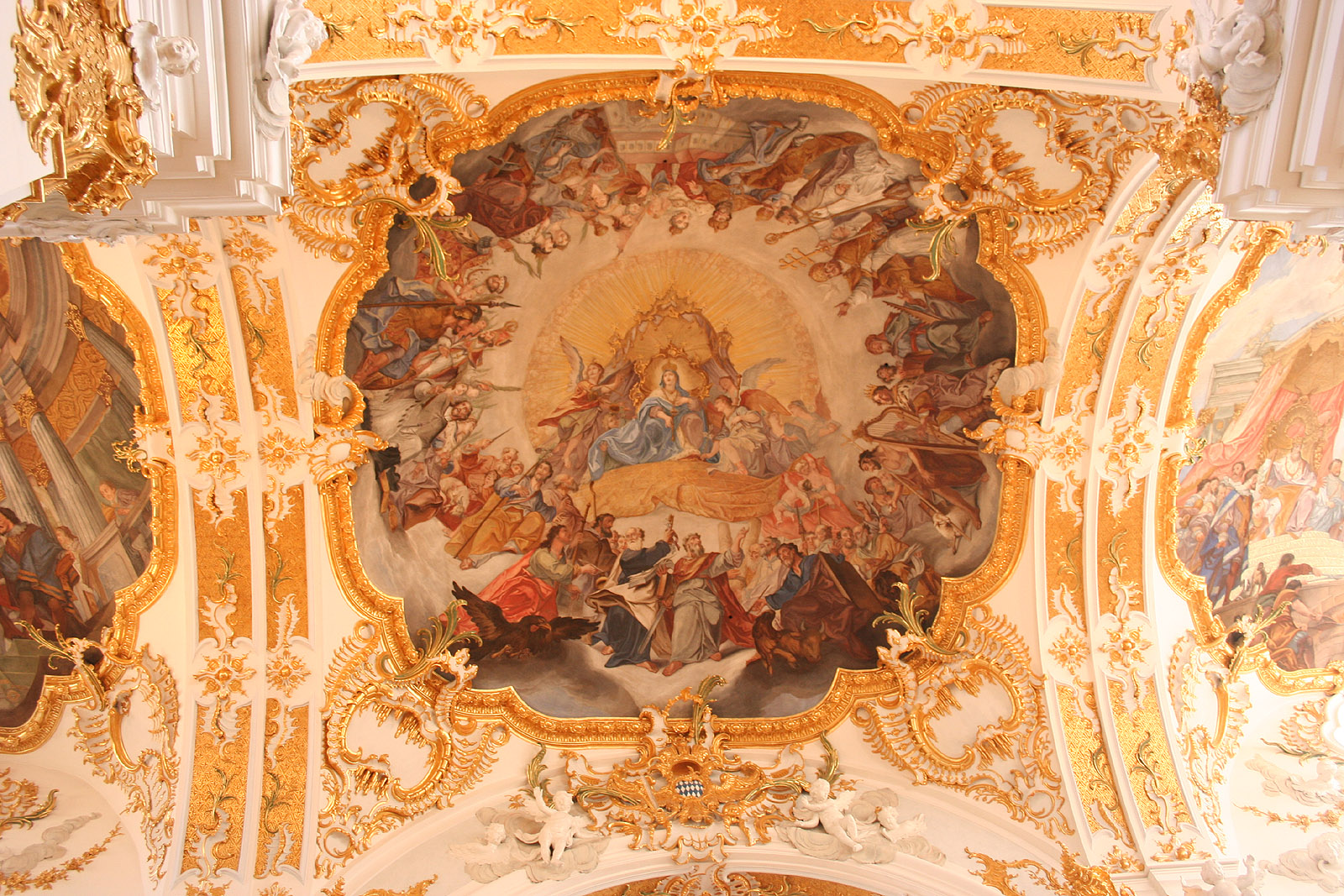
Regensburg
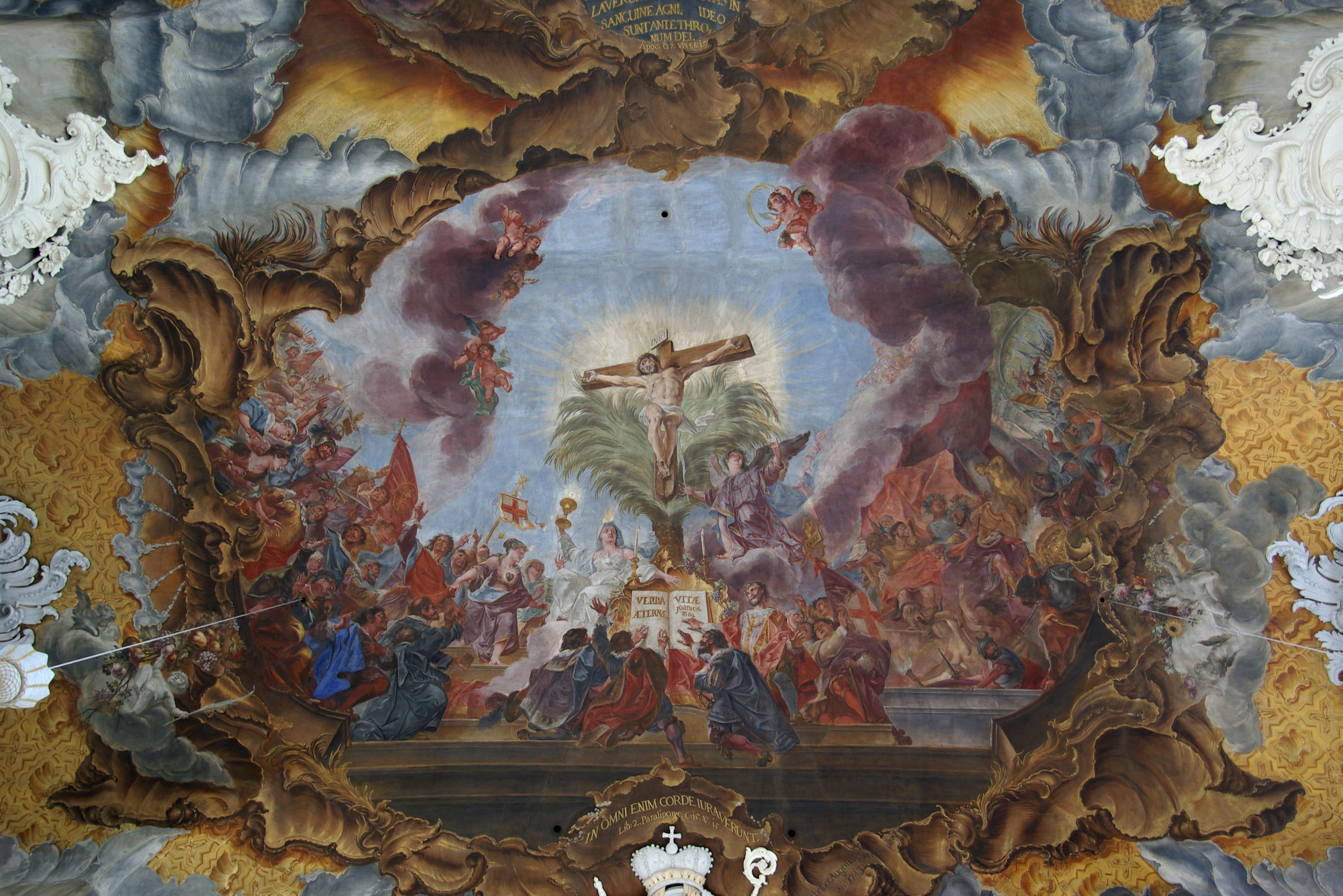
Trier, St. Paulin